# Reginald DuValle
Reginald DuValle (Indianapolis, 1893 - aldaar, 1953) was een Amerikaanse jazzmuzikant (piano, banjo, accordeon), orkestleider en muziekpedagoog.

## Biografie
Reginald DuValle blijft vooral in herinnering door zijn verbinding met Hoagy Carmichael, wiens docent hij was. Hij bracht Carmichael in 1916 in aanraking met jazz en blues en gaf hem de vaardigheid door om te improviseren op de piano. DuValle was een in Indianapolis bekende orkestleider en pianist.
Nadat hij piano had gespeeld in de bands van Noble Sissle en Russell Smith, formeerde hij omstreeks 1920 zijn eigen formatie The DuValle Blackbirds. Ze traden vanaf 1927 op als huisband in het Madame Walker Theatre en speelden op dansfeesten in de omgeving als ook aan de Indiana University en de Purdue University. Aangekondigd als the Rhythm King had hij ook een wekelijks 15 minuten durend programma bij het radiostation WKBF. Tijdens de economische crisis vanaf 1929 was DuValle verder actief als orkestleider, maar moest hij wel een broodbaan aannemen bij de Linco Gas Company. Voor dit bedrijf ging hij ook als accordeonist met de Lincoln Safety Train op wereldtournee. DuValle bleef tot zijn overlijden actief als muzikant.

## Privéleven en overlijden
Zijn zoon Reggie DuValle (1927-2010) was jazztrombonist en muziekpedagoog. Hij gaf later aan dat zijn vader een stijl speelde vergelijkbaar met de stride-piano.
Reginald DuValle overleed in 1953 op 60-jarige leeftijd.